# Tizona

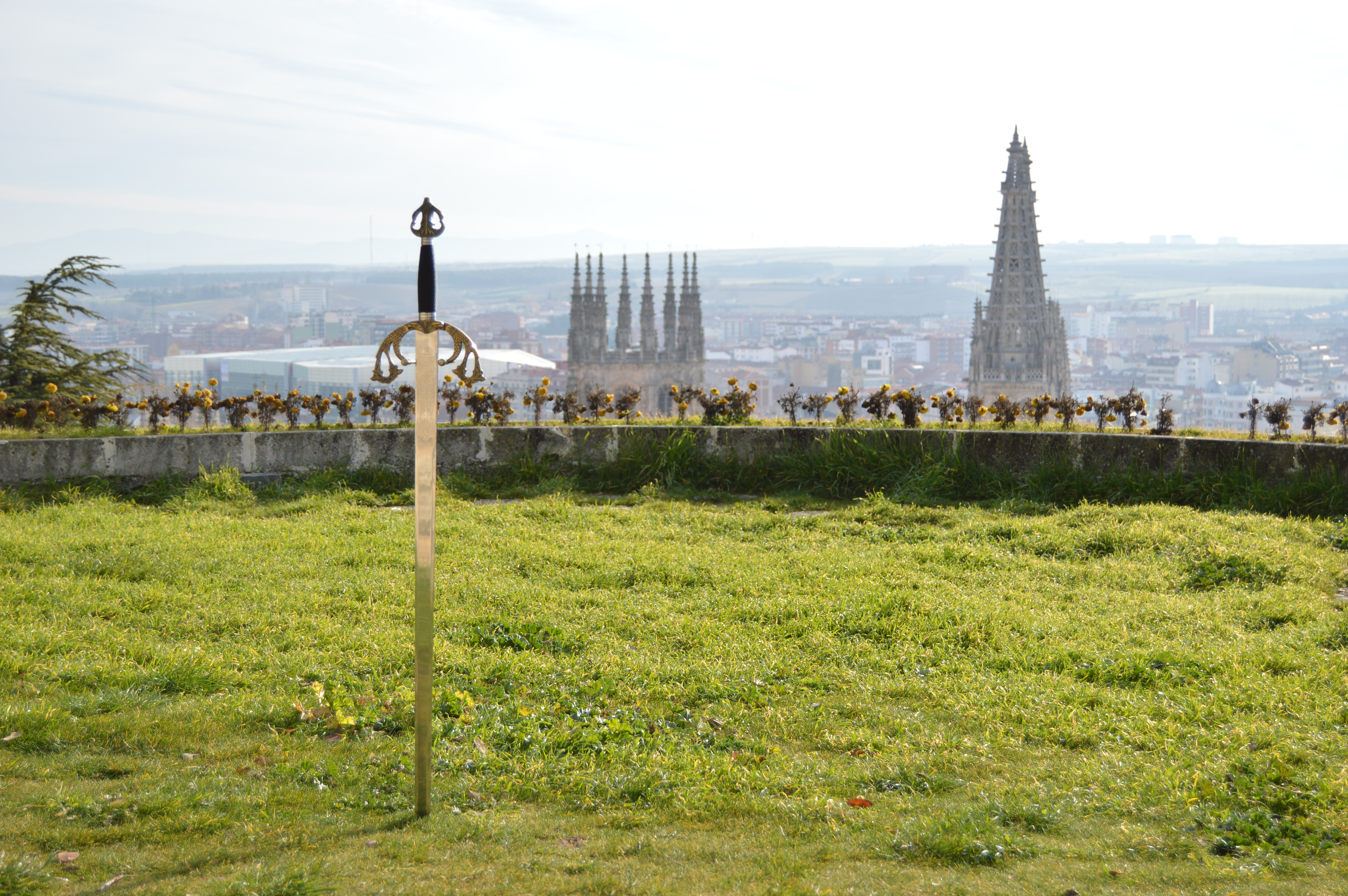
La Tizona en Burgos. Atrás se ve la Catedral de Burgos.

La Tizona o Tizón es una de las espadas (junto a la Colada) que la tradición o la literatura atribuye al Cid Campeador. Según el Cantar de mio Cid (compuesto hacia 1200) la Tizón (su nombre hasta el siglo XIV) pertenecía al rey Búcar de Marruecos y el Cid se la ganó en Valencia. 

## Historia
Al igual que sucede con la otra espada que el Cantar de mio Cid y la tradición posterior atribuye, más tarde hubo una común opinión que identificaba la espada de Jaime I de Aragón el Conquistador, llamada Tisó, con la que se atribuye en el cantar de gesta al héroe castellano, pero podría tratarse de otra creencia legendaria, pues en el Llibre dels fets (autobiografía del rey aragonés), donde se comentan con detalle aspectos de la Tisó, no se habla de ninguna manera del origen cidiano, por lo que lo más probable es que se trate de una coincidencia en el nombre de la espada. Además, la Tisó de los reyes de Aragón procedía de Ramón Berenguer I, que poseía esta espada hacia 1020. Esto hace difícil que la espada pasara de los condes de Barcelona al Cid y luego volviera a poder de la Casa de Aragón, y, según Montaner Frutos, es más lógico pensar que la Tisó siempre perteneció a esta Casa. Contrariamente a esa opinión, lo cierto es que en el propio Cantar de mio Cid se relata la obtención de una espada de manos del conde Ramón Berenguer II de Barcelona (en el texto, compuesto siglos después, se identifica con Colada, no Tizona), tras derrotar el Cid a éste en la batalla de Tévar (1090), cuando actuaba de caudillo al servicio de la Taifa de Zaragoza, en la cual dicho conde caerá prisionero habiendo de pagar un cuantioso rescate. Posteriormente, esa espada retornaría a las arcas de los condes de Barcelona como dote por los esponsales de su hija María Rodríguez con el conde Ramón Berenguer III de Barcelona, con quien tuvo dos hijas. El conde era un aliado del Cid indispensable para la defensa por mar de Valencia y, tras la muerte de Rodrigo, apoyó a su suegra Jimena mientras mantuvo la posesión de la ciudad. Las hijas de ese matrimonio, María y Ximena, se casaron con los condes de Besalú y de Foix, respectivamente. Tras morir su esposa en 1105, Ramón Berenguer III se casó en segundas nupcias con Dulce de Provenza, obteniendo de la unión dicho condado y teniendo con ella la descendencia que heredaría los condados de Barcelona y de Provenza.
Jaime I, Rey de Aragón y a la sazón conde de Barcelona, recuperaría la espada de sus antepasados en la toma de Valencia por su carácter simbólico, convirtiendo esa conquista en la definitiva, y poniendo fin a la existencia de la Taifa de Valencia.
Hay otras Tizonas más a las que se les ha atribuido ser la del Cid. Una de ellas figuraba en el inventario de los tesoros de la cámara regia de Castilla que fueron enajenados por Álvaro de Luna, recuperados en 1452 y localizados en un inventario de 1503 en el alcázar de Segovia. En dicho inventario se describía «una espada que se dice Tizona, que fue del Cid; tiene una canal por medio de ambas partes, con unas letras doradas; tiene el puño e la cruz e la mançana de plata, e en ella castillos e leones de bulto [='en relieve'], e un leoncico dorado de cada parte de la cruz en medio; e tiene una vaina de cuero colorado, forrada de terciopelo verde». Esta espada era ceremonial, por los detalles de su guarnición (que reflejan la heráldica castellana) y pertenecería a algún miembro de la realeza de Castilla o de su familia. Tras esta mención no hay más noticias, aunque se piensa que la hoja de espada con el número de inventario G. 180 de la Real Armería de Madrid pudiera pertenecer a la espada descrita en 1503.
Otra presunta Tizona estuvo en poder de los marqueses de Falces, a quienes llegaría entregada en custodia por Fernando el Católico, más específicamente a la familia Velluti. Se conservaba desde por lo menos el siglo XVII en el Castillo palacio de Marcilla, en Navarra. Es esta la espada que se depositó en régimen de préstamo en el Museo del Ejército, entonces ubicado en Madrid, y que en 2007 fue adquirida por instituciones públicas. Actualmente se expone en el Museo de Burgos, junto con otros objetos presuntamente vinculados al Cid. Es un arma de 1,153 kg. Su hoja tiene 933 mm de longitud en total (con filo 785 mm) y 43 mm de ancho máximo. La acanaladura del centro mide 336 mm.
En este canal está grabada la leyenda «IO SOI TISONA FUE FECHA EN LA ERA DE MILE QUARENTA» («Yo soy Tizona. Fue hecha en la era de 1040») (año 1002 debido a que en la península ibérica tanto cristianos como musulmanes usaban la Era hispánica, que comenzaba en 38 a. C.) por una de las caras y por la otra «AVE MARIA GRATIA PLENA DOMINUS MECUM [sic]». Su guarnición tiene el pomo plano, el puño largo y cónico, forrado de alambre de hierro, el arriaz es curvo y las patillas tienen pitones. Todo ello responde a una tipología que data de fines del siglo XV. La inscripción es claramente falsa; por ejemplo, la palabra Tizona se difunde solo a partir del siglo XIV, frente a Tizón, que es el término con que se la nombra en las fuentes más antiguas. Menéndez Pidal considera que esta espada es una falsificación del siglo XVI. Otros autores, como Bruhn, postularon que la hoja puede ser la de la también apócrifa Colada que se describe en el mismo inventario de 1503. Las recientes investigaciones de la Universidad Complutense de Madrid, publicadas en 2001, señalan que la hoja es de acero de Damasco del siglo XI; sin embargo, el Conservador de la Real Armería Álvaro Soler del Campo indica que la hoja está formada por tres piezas soldadas y que su tipología es la misma que la de la empuñadura, guarnición y el epígrafe, que son de la época de los Reyes Católicos. Todo indica, por lo tanto, que pese a lo dicho por la Universidad Complutense, se trata de una falsificación de época bastante posterior, aunque se pudieron utilizar fragmentos de hoja de espada del siglo XI para componerla.
El rey Fernando el Católico le entregó la espada al Condestable Mosén Pierres de Peralta (Pedro de Peralta y Ezpeleta), primer Conde de Santisteban de Lerín, Barón de Marcilla y abuelo del primer marqués de Falces, por los servicios prestados por este en las negociaciones que permitieron su matrimonio con Isabel de Castilla. Esta espada permaneció hasta el siglo XX custodiada por los marqueses de Falces en el castillo palacio de Marcilla. Se describe la espada así: «Con empuñadura de hierro totalmente negro, hoja de dos filos, delgada, tersa, y flexible».

## SiglosXXyXXI

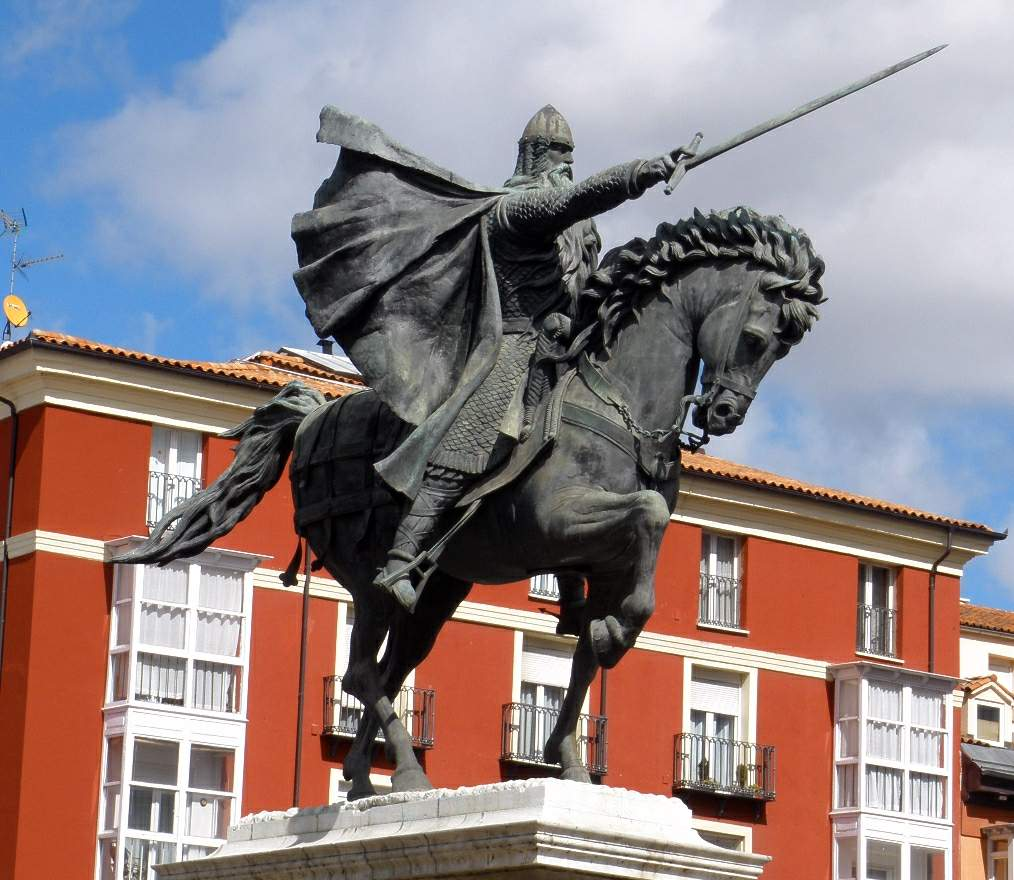
Monumento al Cid Campeador en Burgos, blandiendo su espada en su mano derecha, obra de Juan Cristóbal González.

Después de la Guerra Civil, la espada que conservaban los marqueses de Falces, y que posteriormente estuvo depositada en el Museo del Ejército de Madrid, se trasladó, junto con todo el inventario de esta institución, a su nueva sede del Alcázar de Toledo. El propietario José Ramón Suárez del Otero, marqués de Falces, ofreció su venta al Ministerio de Cultura, que rechazó la compra por no existir constancia histórica de que realmente perteneciera al Cid y por el elevado precio exigido por el propietario (los informes del ministerio la tasaron entre doscientos mil y trescientos mil euros, según la agencia de noticias Reuters).
Finalmente, la Junta de Castilla y León y la Cámara de Comercio e Industria de Burgos pagaron en el año 2007 un millón seiscientos mil euros al marqués de Falces por la espada. Se esperaba que su destino final fuese la catedral, donde se encuentra actualmente el sepulcro del Cid y de su mujer Jimena, así como otros recuerdos cidianos, como su carta de arras de 1079, por el que sustituye las que le había otorgado antes de 1076 por su matrimonio y el llamado «cofre del Cid» con el que, según la creencia popular, el Cantar de mio Cid engañó a los judíos Raquel y Vidas; pero acabó siendo expuesta en el Museo de Burgos. El arma fue declarada Bien de Interés Cultural en 2002.
En 2013 el marqués de Falces fue condenado a pagar setecientos cincuenta mil euros del dinero recibido de las instituciones públicas de Castilla y León, a la familia del pescador luarqués Salustiano Fernández Suárez y su mujer Jacinta Méndez, declarados sus herederos universales por el último de los sucesores de quienes recibieron la espada en depósito: Pedro Velluti Murga, muerto soltero sin descendencia, ciego, a quien la familia Suárez había cuidado en sus últimos treinta años de vida, los diez últimos en el domicilio de la familia en Luarca. Sin embargo, el Tribunal Supremo revocó dicha sentencia en noviembre de 2016, otorgándole la razón nuevamente al Marqués de Falces.

## Etimología
La primera referencia a la Tizona aparece en el Cantar de mio Cid, donde se la llama Tizón. Este nombre, según el Tesoro de la lengua castellana o española de 1611, proviene del latín titio, un sinónimo de 'brasa, leño ardiente'.